# Pericyma glaucinantis
Pericyma glaucinantis är en fjärilsart som beskrevs av Embrik Strand 1917. Pericyma glaucinantis ingår i släktet Pericyma och familjen nattflyn. Inga underarter finns listade i Catalogue of Life.